# TorrentFreak
TorrentFreak ist ein 2005 gegründetes, englischsprachiges und werbefinanziertes Blog, das sich den Nachrichten aus dem Umfeld der Themen Filesharing, Urheberrecht und Datenschutz widmet. 

## Geschichte
Das Blog wurde am 12. November 2005 von dem Niederländer Lennart Renkema unter dem Pseudonym „Ernesto Van Der Sar“ gegründet. Weitere Kontributoren sind Andy „Enigmax“ Maxwell und der CTO Ben Jones, die im Februar respektive Mai 2007 in das Blogger-Team aufgenommen wurden, von September 2006 bis Anfang 2008 schrieb „Smaran“ für Torrentfreak, zudem gibt es einige Gastautoren, der Piratenpartei-Gründer Rickard Falkvinge ist Kolumnist. Heute stellt das Blog eine der meistzitierten Informationsquellen rund um den Themenbereich des Filesharing dar.
Einige der wichtigsten auf TorrentFreak veröffentlichten Storys sind die Beiträge über den amerikanischen Internetdienstanbieter Comcast, welcher durch eine Verletzung der Netzneutralität gegen geltendes US-amerikanisches und Internationales Recht verstieß.
Die Inhalte des Blogs standen bis 2012 unter freien Creative-Commons-Lizenzen. Seit 2012 stehen die Inhalte unter der Lizenz Creative Commons Non-Commercial.